# Psilopa violacea
Psilopa violacea är en tvåvingeart som beskrevs av Canzoneri och Giuseppe Giovanni Antonio Meneghini 1969. Psilopa violacea ingår i släktet Psilopa och familjen vattenflugor. Inga underarter finns listade i Catalogue of Life.